# Scina incerta
Scina incerta är en kräftdjursart som beskrevs av Édouard Chevreux 1900. Scina incerta ingår i släktet Scina och familjen Scinidae. Inga underarter finns listade i Catalogue of Life.